# SV Lippstadt 08
El SV Lippstadt 08 es un equipo de fútbol de Alemania que juega en la Oberliga Westfalen, una de las ligas que conforman la quinta división de fútbol en el país.

## Historia
Fue fundado el 25 de marzo de 1908 en la ciudad de Lippstadt con el nombre Borussia Lippstadt por un grupo de estudiantes del Gimnasio Ostendorf cuando el Lippstädter SV Teutonia fue creado un mes antes. El Teutonia se fusionó con el SV Westfalis Lippstadt en 1921 y jugaron en la sede de este último; jugando en la máxima categoría en el año 1931/32 y 1932/33 hasta la llegada de la reestructuración del fútbol alemán bajo el Tercer Reich que dividió el fútbol alemán en 16 ligas regionales, donde no lograron jugar.
Al terminar la Segunda Guerra Mundial, Teutonia y Borussia se fusionaron para crear al equipo del periodo entreguerra Luftwaffe Sportverein Lipperbruchbaumas, alcanzando a jugar en la Gauliga Westfalen, pero nunca llegaron a jugar contra un equipo de otra región. Con la ocupación de las autoridades aliadas al finalizar la guerra, todas las instituciones de Alemania, incluyendo las deportivas, fueron eliminadas, con lo que el Teutonia y el Borussia retornaron como equipos separados, terminando 1-2 en la temporada en la Landesliga Westfalen (III), Borussia ascendió a la Versbandsliga, y el Teutonia ascendió vía play-off, jugando solamente una temporada en esa categoría. Luego de ello, ambos clubes anduvieron vagando por las divisiones regionales hasta que a mediados de los años 80s el Borussia ascendió a la Oberliga.
Teutonia retornó a la Versbandsliga en 1994, y en 1997 ambos equipos se volvieron a fusionar para crear al actual equipo, el cual obtuvo el ascenso a la Oberliga Westfalen (IV) en la temporada 1997/98, donde normalmente se ubicaban en la parte baja de la tabla hasta su descenso en 2008.

## Jugadores

### Jugadores destacados
- Karl-Heinz Rummenigge

## Entrenadores
- Heinz Knüwe (1997-1999)
- Ali Beckstedde (2001-2005)
- Heinz Knüwe (2006-2007)
- Ralf Lietz (2007)
- Oliver Roggensack (2007)
- Sven Moning (2007-2008)
- Daniel Farke (2013-2014)